# Wicina (stanowisko archeologiczne)
Stanowisko archeologiczne w Wicinie położone jest na terenie należącym do wsi Wicina w województwie lubuskim, w powiecie żarskim, w gminie Jasień. Obejmuje ono osadę obronną pochodzącą z kręgu kultury łużyckiej z okresu halsztackiego.

## Dzieje badań archeologicznych

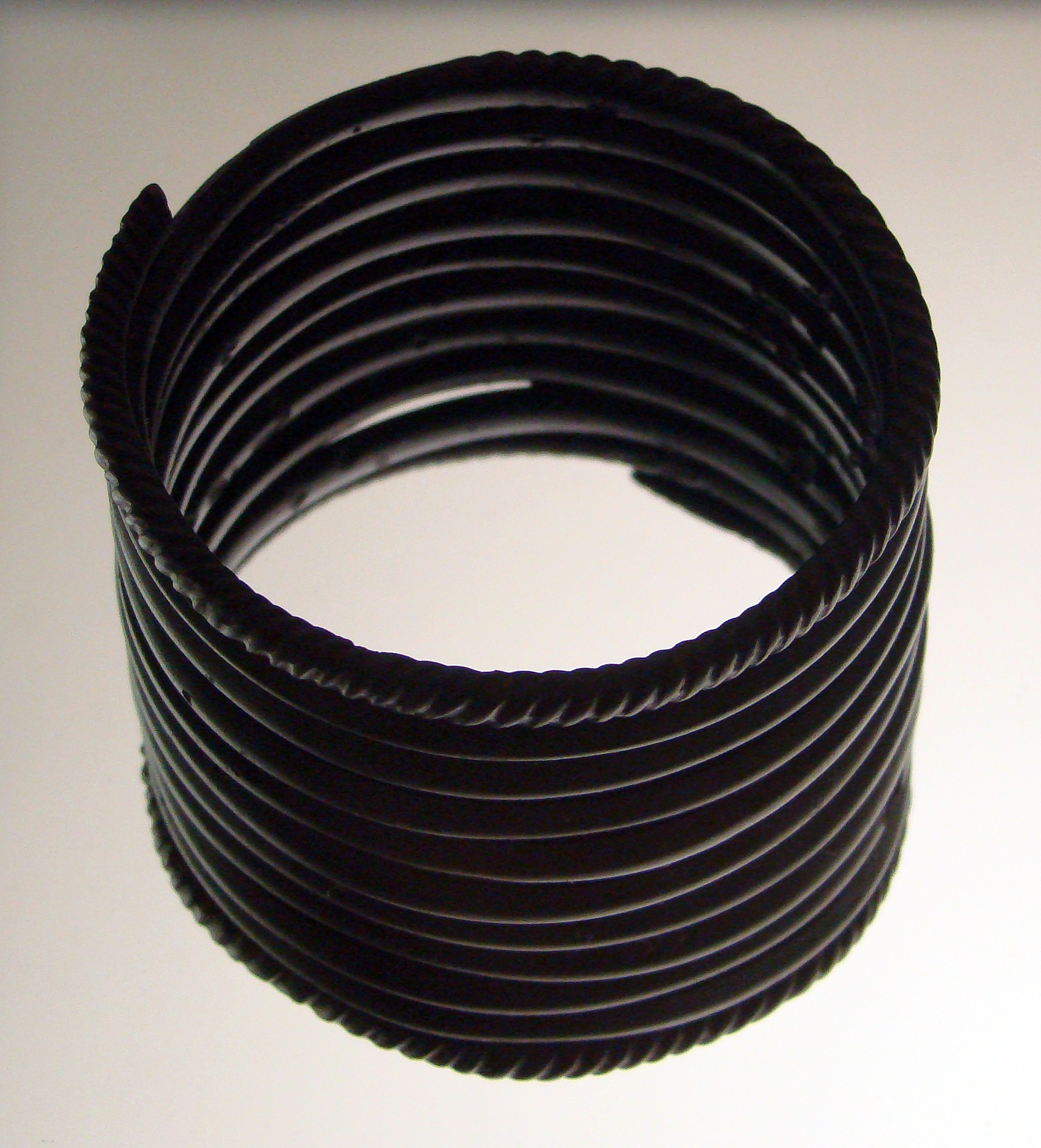
Bransoleta z brązu

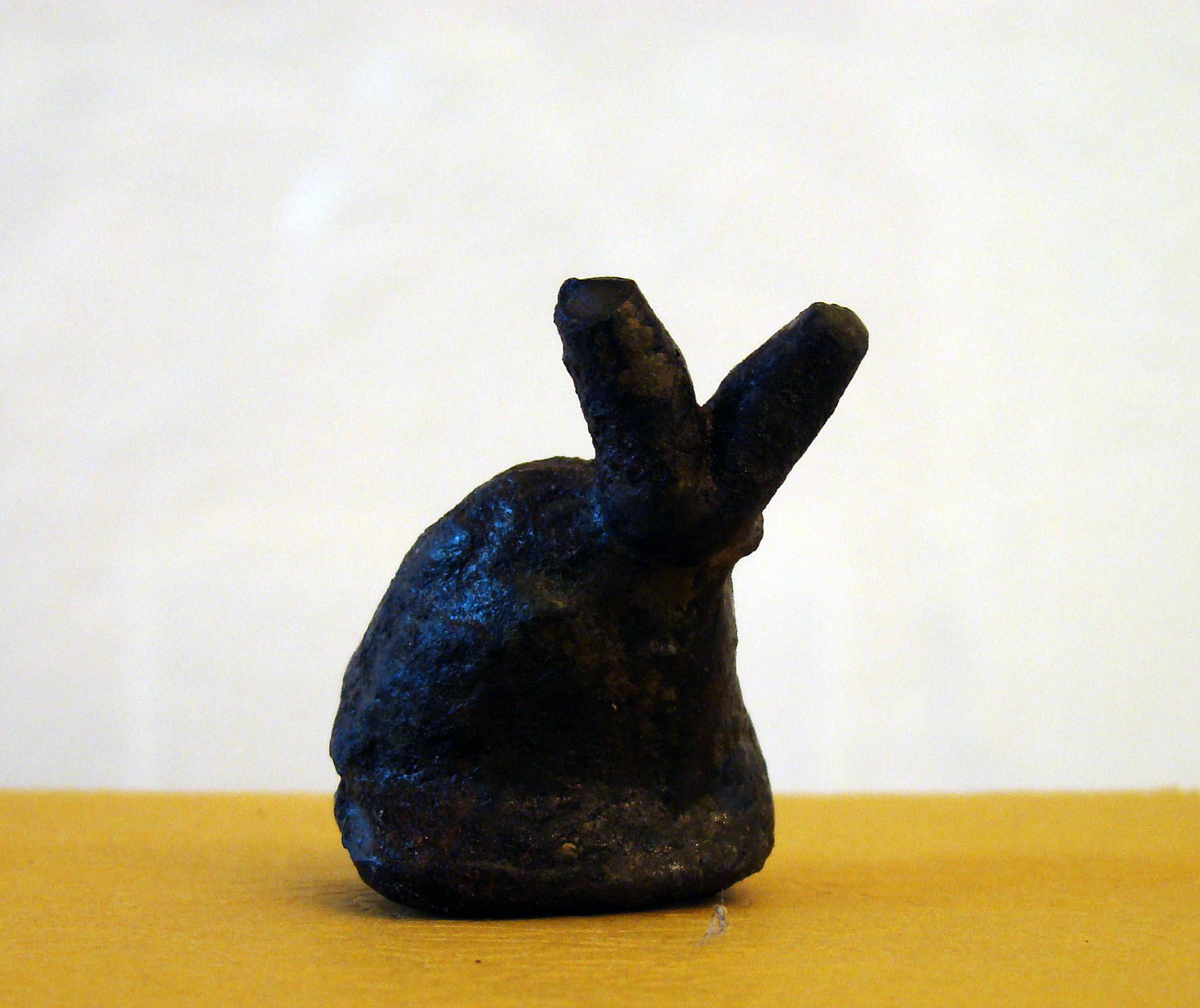
Figurka z brązu w kształcie zajączka

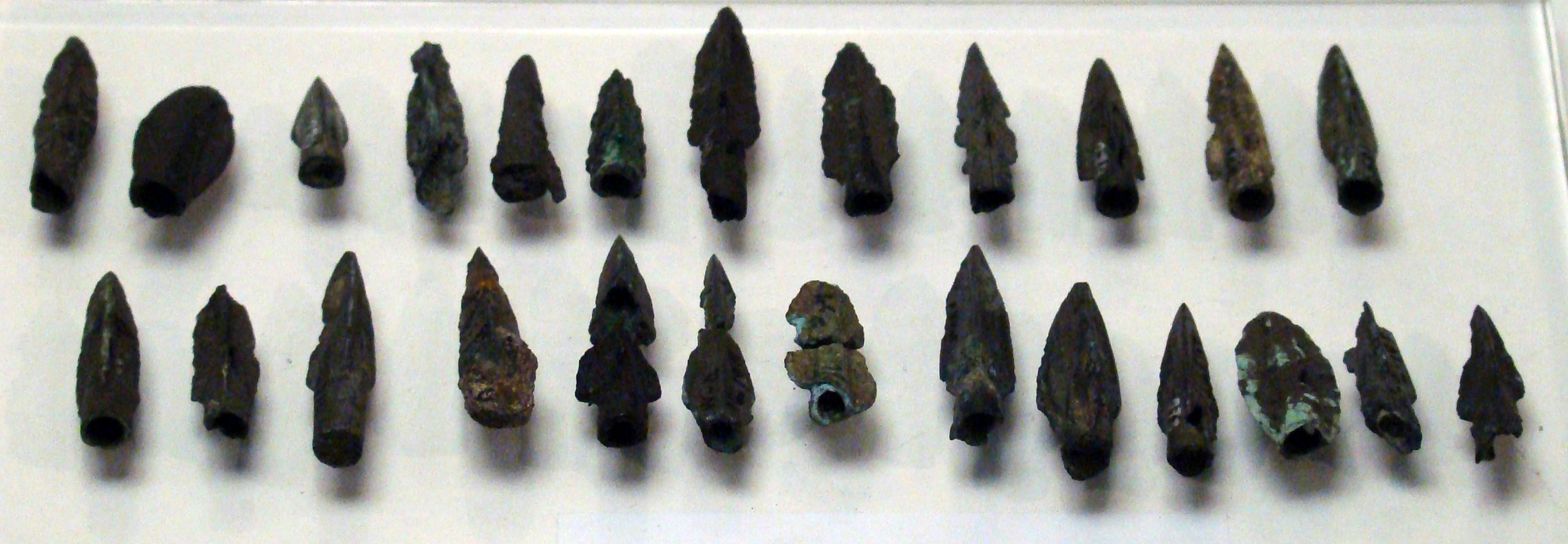
Scytyjskie grociki strzał znalezione na terenie osady

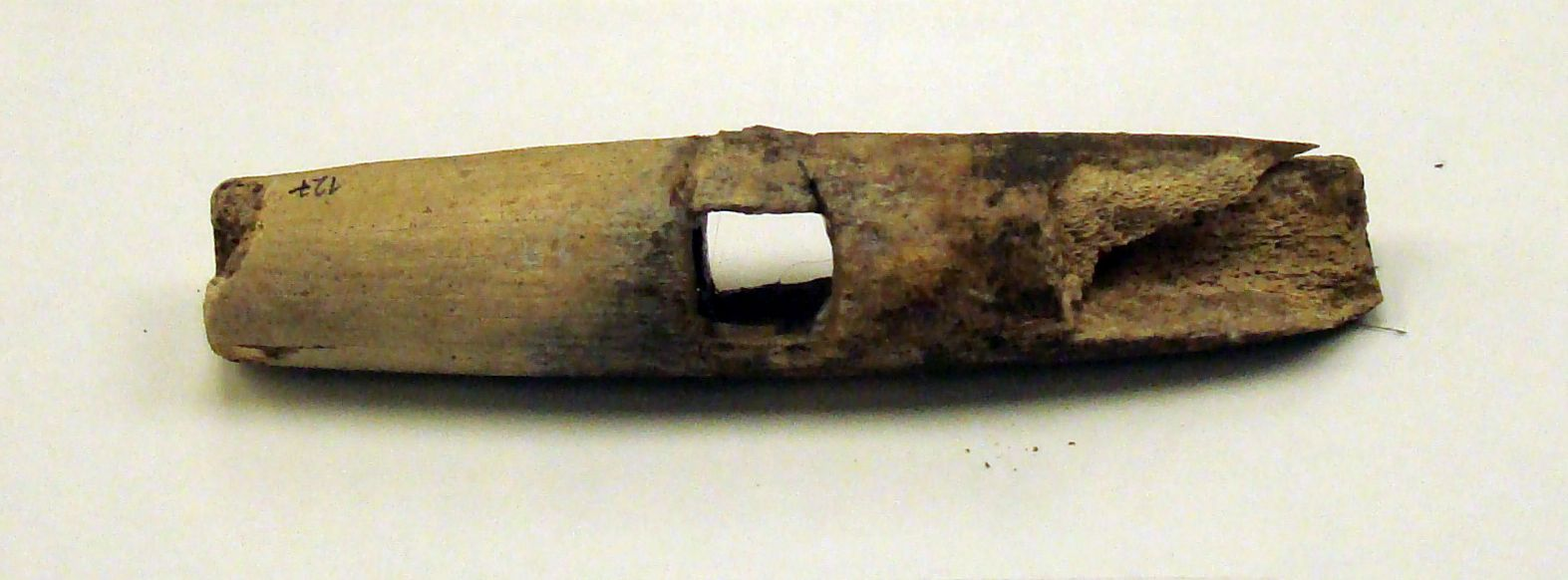
Rogowy młoteczek cyzelerski

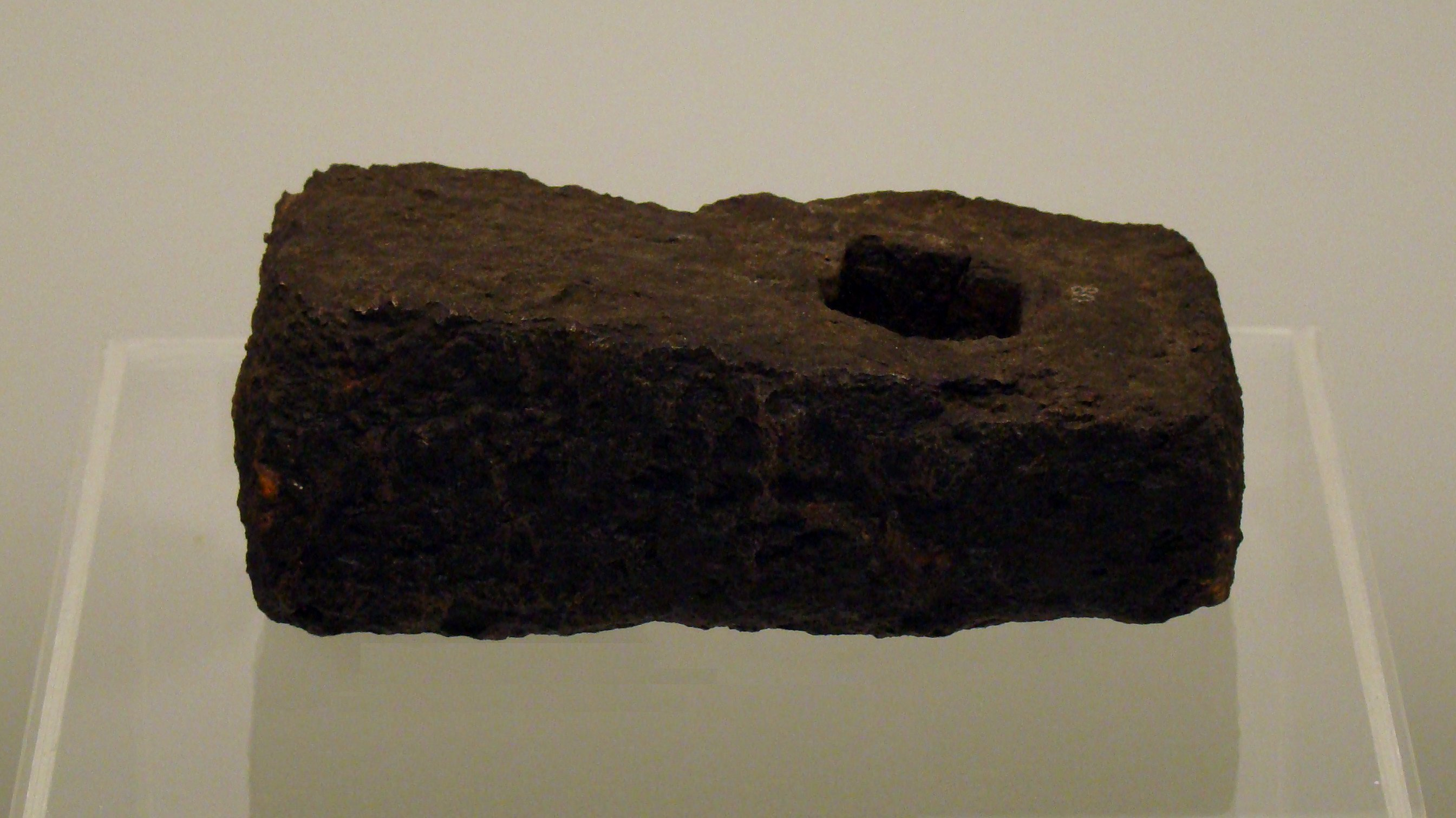
Jedyny odkryty w Polsce egzemplarz młota kowalskiego z okresu halsztackiego

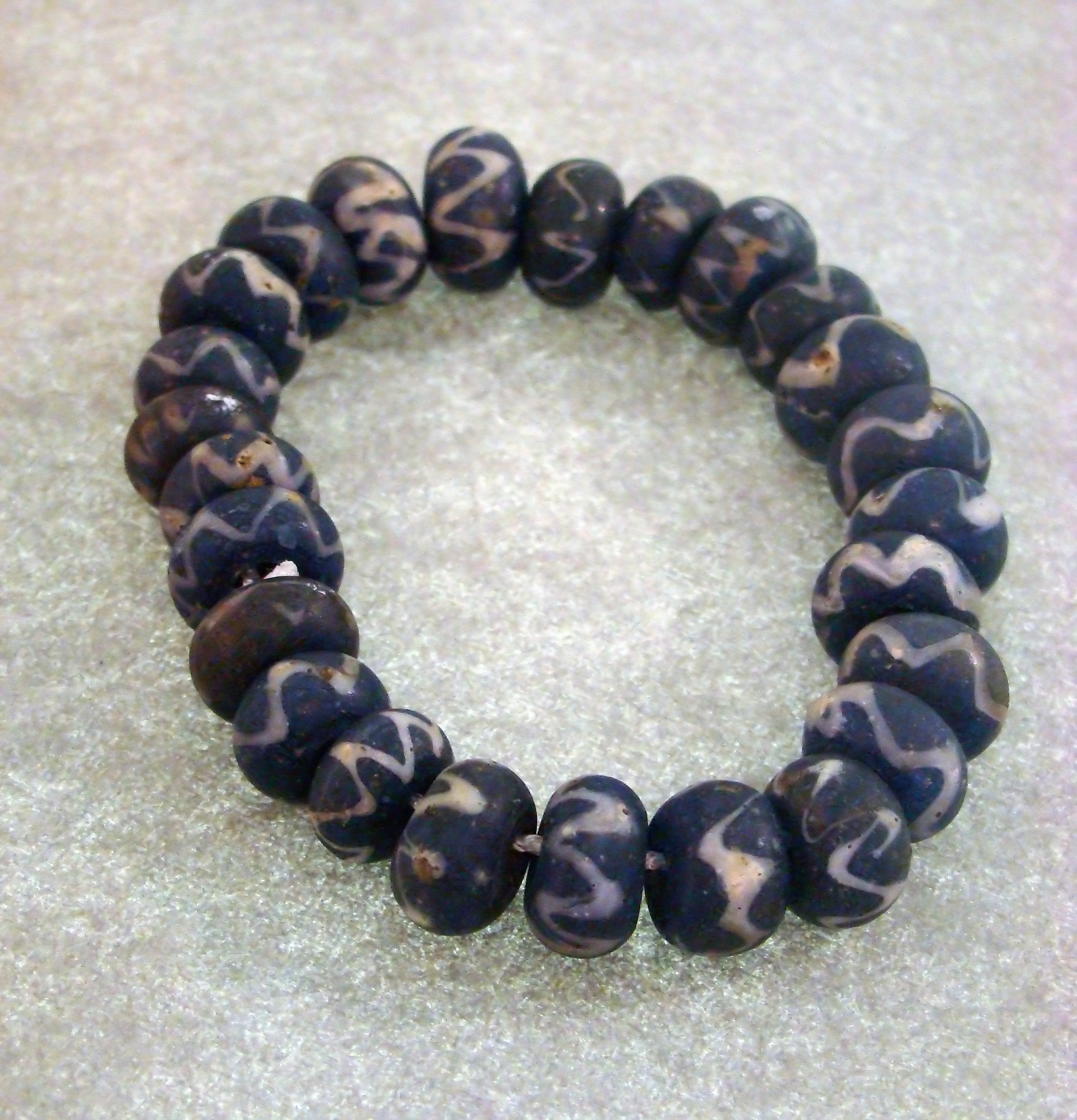
Kolie paciorków szklanych

W literaturze archeologicznej pierwsze wzmianki o przypadkowych odkryciach na tym terenie ozdób z brązu pojawiają się w drugiej połowie XIX wieku. Pierwszą pracę na temat skarbu opublikował w 1927 roku niemiecki archeolog Carl Schuchhardt, który w poszukiwaniach dotarł na teren wschodnich Łużyc i w 1920 roku przeprowadził badania wykopaliskowe w Wicinie i Starosiedlu. Podczas badań mylnie rozpoznał wewnętrzną budowę wału oraz rozmieszczenie budynków w majdanie, których pozostałości, w postaci słupów, odkrył w sondażowych wykopach.
Kolejnych badań podjęli się pracownicy muzeum w Zielonej Górze. W 1965 roku dokonali szczegółowej penetracji terenu wokół stanowiska. W najbliższej okolicy odkryli kilka punktów osadniczych z tej samej epoki co osada. W 1966 roku rozpoczęły się systematyczne badania wykopaliskowe, które prowadzone są do dzisiaj w sezonach letnich. Początkowo prace ograniczały się do terenu obejmującego majdan osady. W kolejnych latach zbadano wał i umocnienia pomocnicze za wałem. W 1992 roku dokonano badań na terenie otwartej osady, przylegającej do grodziska od południowego wschodu. W trakcie prowadzonych w Wicinie wykopalisk zbadano też cmentarzysko, w którym odkryto ok. 500 grobów. Prace wykopaliskowe w promieniu 15 km przyniosły odkrycie i rozpoznanie mikroregionu osadniczego złożonego z osady obronnej i pięciu koncentracji osadniczych. Łącznie odkryto na tym terenie około 200 punktów osadniczych, z których większość była osadami okresowymi.

## Osada obronna kultury łużyckiej
Osada powstała na piaszczystej wydmie otoczonej bagnami i podmokłymi łąkami w pradolinie rzeki Lubszy. Początkowo była to osada otwarta, która broniona była jej naturalnym położeniem. Zdobyta przez lokalną grupę ludzką oraz rozwijająca się tu umiejętność produkcji brązu prowadziła do znacznego wzbogacenia się tamtejszej ludności. Konieczność ochrony dobytku doprowadziła do powstania wału drewniano-ziemnego. Zbudowano go w VII w. p.n.e. Dzięki produkcji brązu w osadzie kwitnął handel. Pod koniec VI w. p.n.e. rozpoczęto przebudowę i wzmocnienie wałów obronnych. Nowy wał został wybudowany w 75%. Jego wysokość wynosiła 6 m, a szerokość 10 m u podstawy. Wykonany był w postaci skrzyń z bali drewnianych. Ustawione były one na rusztowaniu z wielkich drzew układanych na przemian w dwóch warstwach, wzmocnionym wbijanymi słupami. Skrzynie wypełniały kamienie, glina i piasek. Po zewnętrznej stronie wału wbite były ukośnie zapory i zasieki. W czwartej, nieprzebudowanej części, zachował się pierwotny wał, niższy i węższy. Odcinek ten nie został przebudowany z powodu najazdu Scytów na osadę.

## Najazd Scytów
O najeźdźcach świadczą pozostałości broni na terenie osady (liczne groty strzał i czekany typu scytyjskiego). Osada została zdobyta przez najeźdźców, a tamtejsza ludność dostała się do niewoli, częściowo zaś została wymordowana. W trakcie prac wykopaliskowych odkryto w zgliszczach spalonej osady szkielety kobiet, dzieci oraz starszych mężczyzn. Prawdopodobnie napad miał miejsce w dzień i kompletnie zaskoczył osadników, gdyż przy ich szczątkach znaleziono osobiste ozdoby. Mieszkańcy nie zdążyli przygotować się do obrony bądź nie mogli się bronić. Brakuje bowiem śladów walki bądź ciał najeźdźców. Osada została całkowicie spalona.

## Zabytki ruchome
Pożar uchronił przed grabieżą liczne przedmioty codziennego użytku. Najliczniejszą grupę tworzą naczynia oraz ich ułamki. Jednak najważniejszą grupę znalezisk stanowią urządzenia i narzędzia służące do wytopu metalu i jego obróbki. Są to m.in. gliniane łyżki i tygle odlewnicze, ułamki form odlewniczych, jedyny odkryty w Polsce egzemplarz młota kowalskiego z okresu halsztackiego, rogowy młoteczek cyzelerski, zestaw przecinaków i dłut. Bardzo bogaty jest również zbiór przedmiotów z brązu i żelaza. Głównie są to ozdoby takie, jak naszyjniki, szpile, bransolety, naramienniki, spiralki z drutu, guzy, wisiorki, paciorki i inne drobne wyroby. W osadzie znaleziono także figurki i wisiorki z brązu przedstawiające ludzi i zwierzęta. Poza tym na uwagę zasługują także: żelazne noże, płaskie kamienie żarnowe i rozcieracze do ziaren, brązowy sierp, ciężarki tkackie, przęśliki, rylce, szydła i igły.
Podczas wykopalisk odnaleziono również przedmioty poświadczające wymianę produktów ludności z Wiciny z innymi grupami ludzkimi. Są to paciorki i amulety z bursztynu, paciorki szklane, ozdoby ze złota.
Wszystkie odnalezione eksponaty znajdują się w Muzeum Archeologicznym Środkowego Nadodrza w Świdnicy